# Бажикаєва
Бажикаєва (рос. Бажикаева) — присілок у Аргаяшському районі Челябінської області Російської Федерації.
Входить до складу муніципального утворення Норкінське сільське поселення. Населення становить 1084 особи (2010).

## Історія
Населений пункт розташований на історичній території башкирських племен. Від 1930 року належить до Аргаяшського району, спочатку в складі Башкирської АРСР, а від 1934 року — Челябінської області.
Згідно із законом від 12 листопада 2004 року органом місцевого самоврядування є Норкінське сільське поселення.

## Населення
| 2002 | 2010  |
| ---- | ----- |
| 1066 | ↗1084 |